# Васфі ат-Таль
Васфі ат-Таль (араб. وصفي التل‎‎; 1919 — 28 листопада 1971) — йорданський політик, тричі очолював уряд Йорданії.

## Життєпис
За часів Другої світової війни служив у британській армії. Освіту здобував в Американському університеті в Бейруті. Після цього керував урядовою прес-службою.
1955 року отримав пост посла Йорданії у ФРН. Від 1961 до 1962 року був послом в Ірані й Іраку.
У 1962—1963 роках ат-Таль очолював уряд Йорданії. Його підтримка монархічних сил під час громадянської війни у Північному Ємені призвела до прямого протистояння з керівництвом Єгипту. Вийшов у відставку через свою яскраво виражену прозахідну політику. У 1965—1967 та 1970—1971 роках знову був прем'єр-міністром . У той період розпочався конфлікт між керівництвом держави й палестинськими воєнізованими угрупованнями, членами одного з яких і був убитий. Терористи звинуватили його в особистій участі в тортурах одного з командирів ФАТХ.